# HOTREC – Hotels, Restaurants & Cafés in Europa
HOTREC – Hotels, Restaurants & Cafés in Europa ist der europäische Dachverband des Gaststättenwesens und repräsentiert die Interessen von 41 Mitgliedsverbänden aus 29 EU-Staaten gegenüber den EU-Institutionen. Die Abkürzung HOTREC steht für HOTels, REstaurants und Cafés.
Die gemeinnützige Organisation hat folgende Hauptziele: Die Unterstützung und Vertretung der Interessen des Hotel- und Gastgewerbe gegenüber den EU-Institutionen. Die Verbesserung der Zusammenarbeit zwischen den nationalen Verbänden.

## Organisation
Die Generalversammlung ist das höchste Entscheidungsgremium des Verbandes und bringt die Vertreter aller Mitgliedsverbände zusammen. Es ist insbesondere verantwortlich für: die Genehmigung von Anträgen auf Mitgliedschaft und Beobachterstatus; die Wahl des Präsidenten und des Vorstandes; die Genehmigung des Jahresabschlusses und die Bestimmung des Budgets; die Änderung der Satzung und die Satzungen des Vereins; die Annahme von HOTREC Positionspapiere.
Die Generalversammlung fällt Entscheidungen in der Regel im Konsens. Getagt wird zweimal jährlich, wobei sich die Mitgliedsverbände als Gastgeber der Generalversammlung nach einem rotierenden Zeitplan abwechseln.
Das ausführende Komitee (Executive Committee) ist für die Verwaltung des Vereins verantwortlich. Er besteht aus neun Mitgliedern, die von der Generalversammlung für eine Amtszeit von zwei Jahren gewählt werden. Die Sitzungen des Vorstandes werden vom Präsidenten geleitet und vom Geschäftsführer vorbereitet.
Das Sekretariat in Brüssel ist verantwortlich für die alltägliche Organisation. Geleitet wird das Sekretariat von dem Geschäftsführer.

## Agenden
Hauptzweck ist die Erörterung der gemeinsamen Entwicklungen und Probleme des Gastgewerbesektors, und Erarbeitung gemeinsamer Maßnahmen, auf den Generalversammlungen. Daneben steht die Zusammenarbeit mit den anderen Tourismusorganisationen; Partnerorganisationen sind: EFFAT (European Federation of Food, Agriculture and Tourism Trade Unions), der Tourismuspolitik der EU und der Weltorganisation für Tourismus UNWTO, die besonders von Sozialdialogkomitee wahrgenommen wird.

### European Hospitality Quality scheme (EHQ)
Das European Hospitality Quality scheme (EHQ scheme) ist ein Rahmenprogramm für diverse nationale und regionale Qualitätsmanagementmaßnahmen. Es wurde 2007 lanciert und hat das schweizerische Quality Label for Swiss Tourism, den ungarischen Hungarian Tourism Quality Award (beide 2007) und das deutsche Qualitätsschema ServiceQualität Deutschland akkreditiert. Das Schema umfasst die drei Qualitätsstufen Q’ (Basic level of quality), Q’’ (Second level of quality) und Q’’’ (Total Quality Management – TQM, was der ISO 9001:2000 bzw. dem EFQM-Zertifikat entspricht).

### Hotelstars Union
Die Hotelstars Union zur Verwaltung des Sternesystems für Hotels wurde unter der Schirmherrschaft von HOTREC durch Hotelverbände aus Deutschland, Niederlanden, Österreich, Schweden, Schweiz, Tschechien und Ungarn gegründet. Inzwischen sind auch die folgenden Länder dem System beigetreten: Estland (2011), Lettland (2011), Litauen (2011), Luxemburg (2011), Malta (2012), Belgien (2013), Dänemark (2013), Griechenland (2013) sowie Liechtenstein (2015) und Slowenien (2017).

### Weitere Arbeitsfelder
Zu der derzeitigen Agenda gehört auch die Beteiligung an der Umsetzung der EU-Richtlinien über Kennzeichnung von Speisen in der Gastronomie, die geänderten Vorschriften zum Rauchen, aber auch der Missbrauch von Alkohol – so ist die HOTREC auch auf europäischer Ebene im Alkohol- und Gesundheitsforum der Generaldirektion Gesundheit und Verbraucher (SANCO) vertreten.

## Mitgliedsorganisationen
| Abkürzung        | Name | Land                   |
| ---------------- | --- | ---------------------- |
| AHP              | Associa ção da Hotelaria de Portugal                                                                                     | Portugal               |
| AHR CR           | The Czech Association of Hotels and Restaurants (Asociace hotelů a restaurací ČR)                                        | Tschechien             |
| AHRL/LVRA        | Association of Latvian Hotels and Restaurants (Latvijas Viesnīcu un restorānu asociācija)                                | Lettland               |
| APHA             | Fachverband Hotellerie, Wirtschaftskammer Österreich (Hotelverband, Austrian Professional Hotel Association)             | Österreich             |
| APRA             | Fachverband Gastronomie, Wirtschaftskammer Österreich (Gastronomieverband, Austrian Professional Restaurant Association) | Österreich             |
| BB&PA            | British Beer & Pub Association                                                                                           | Vereinigtes Königreich |
| BHA              | British Hospitality Association                                                                                          | Vereinigtes Königreich |
| BHRA             | Bulgarian Hotel and Restaurant Association                                                                               | Bulgarien              |
| CEHAT            | Confederación Española de Hoteles y Alojamientos Turísticos                                                              | Spanien                |
| CPIH             | Confédération des Professionnels Indépendants                                                                            | Frankreich             |
| DEHOGA           | Deutscher Hotel- und Gaststättenverband e.V (Bundesverband)                                                              | Deutschland            |
| EHRA/EHRL        | Estonian Hotel and Restaurant Association (Eesti Hotellide ja Restoranide Liit)                                          | Estland                |
| FAGIHT           | Fédération Autonome Générale de l’Industrie Hôtelière Touristique                                                        | Frankreich             |
| FED. Ho.Re.Ca.   | FED. Ho.Re.Ca. Bruxelles/Brussel                                                                                         | Belgien                |
| FED. Ho.Re.Ca.   | FED. Ho.Re.Ca. Vlaanderen                                                                                                | Belgien                |
| FED. Ho.Re.Ca.   | FED. Ho.Re.Ca. Wallonie                                                                                                  | Belgien                |
| FEDERALBERGHI    | Federazione delle Associazioni Italiane Alberghi e Turismo                                                               | Italien                |
| FEHR             | Federación Española de Hosteleria                                                                                        | Spanien                |
| FERECA           | Federaçao da Restauraçao, Cafés, Pastelarias e Similares de Portugal                                                     | Portugal               |
| FHA/MaRa         | Finnish Hospitality Association (Matkailu- ja Ravintolapalvelut)                                                         | Finnland               |
| FIPE             | Federazione Italiana Pubblici Esercizi                                                                                   | Italien                |
| GS               | Gastrosuisse (Schweizer Arbeitgeberverband des Gastgewerbes)                                                             | Schweiz                |
| GNC              | Groupement National des Chaînes                                                                                          | Frankreich             |
| HAH              | Hotel Association of Hungary (Magyar Szállodaszövetség)                                                                  | Ungarn                 |
| HCH/ΞΕΕ          | Hellenic Chamber of Hotels (Ξενοδοχειακό Επιμελητήριο Ελλάδος)                                                           | Griechenland           |
| HORESTA          | Association of the Hotel, Restaurant and Tourism Industry in Denmark                                                     | Dänemark               |
| HOTAM            | The Hotel Association of Macedonia                                                                                       | Nordmazedonien         |
| hotelleriesuisse | hotelleriesuisse (Unternehmerverband der Schweizer Hotellerie, Swiss Hotel Association)                                  | Schweiz                |
| IHA-D            | Hotelverband Deutschland (IHA-D) e.V.                                                                                    | Deutschland            |
| IHF              | Irish Hotels Federation                                                                                                  | Irland                 |
| KHN              | Koninklijk HORECA – Nederland                                                                                            | Niederlande            |
| LHRA/LVRA        | Lithuanian Hotel and Restaurant Association (Lietuvos viešbučių ir restoranų asociacija)                                 | Litauen                |
| MHRA             | Malta Hotels and Restaurants Association                                                                                 | Malta                  |
| NHO              | NHO Reiseliv | Norwegen               |
| RAI              | Restaurants Association of Ireland                                                                                       | Irland                 |
| SHR              | Swedish Hotel and Restaurant Association (Sveriges Hotell- och Restaurangföretagare)                                     | Schweden               |
| SYNHORCAT        | Syndicat National des Hôteliers, Restaurateurs, Cafetiers et Traiteurs                                                   | Frankreich             |
| UMIH             | Union des Métiers et des Industries de l’Hôtellerie, Frankreich                                                          | Frankreich             |
| VVAT             | Veranstalterverband Österreich                                                                                           | Österreich             |